# Rumia
Rumia (in tedesco Rahmel) è una città polacca del distretto di Wejherowo nel voivodato della Pomerania.

Ricopre una superficie di 32,86 km² e nel 2004 contava 44 156 abitanti.
È una parte della città kashubakh tre città (Rumia, Reda, Wejherovo) e una parte suburbana della regione metropolitana della città tre. Si trova nel Kaschubei nella regione storica della Pomerania . E ’collegato con la città delle Tre città da una rete ferroviaria e autostradale ben sviluppata, un agglomerato urbano di oltre 1 milione di abitanti sulla costa della baia di Danzica.

## Altri progetti

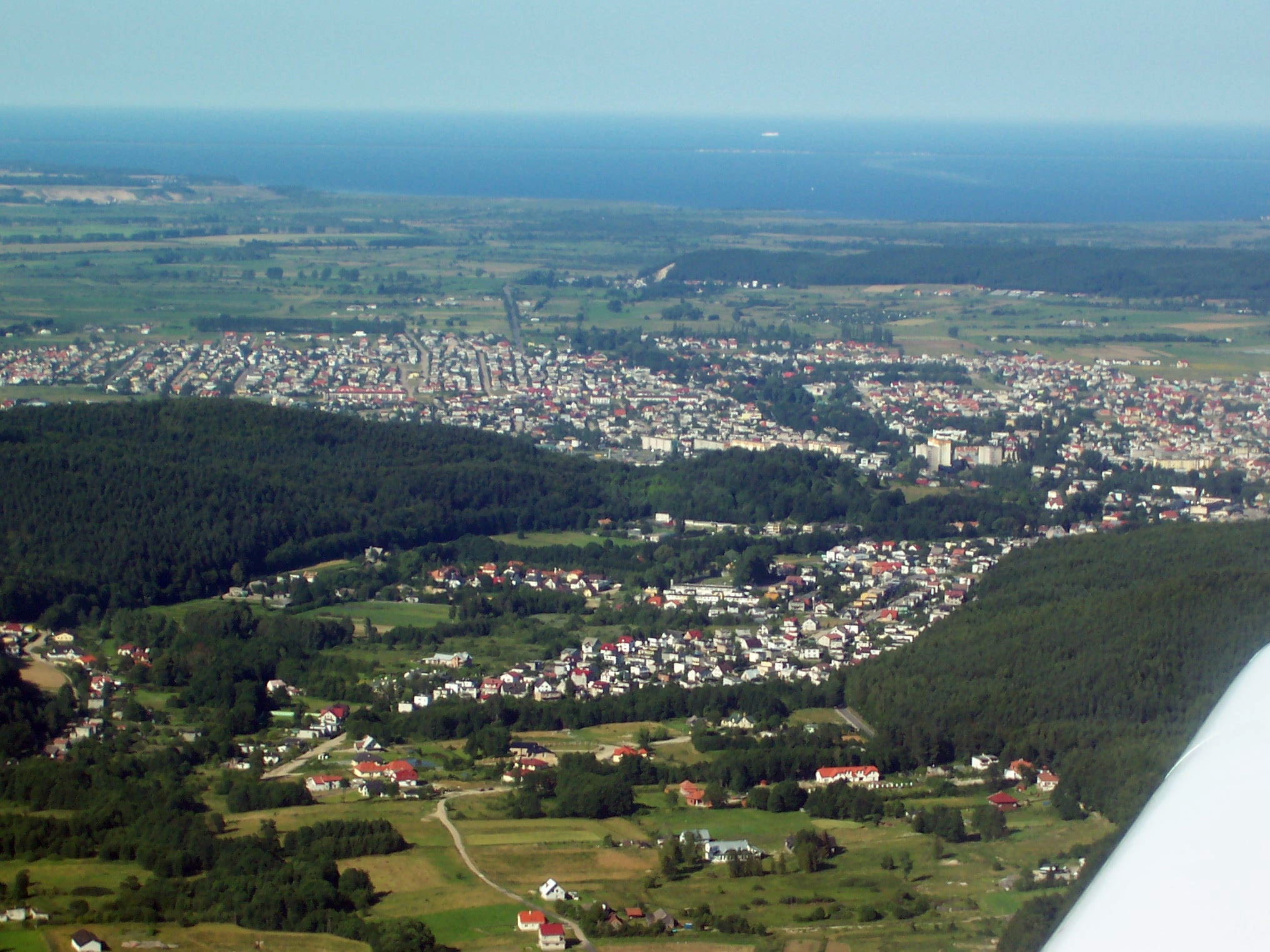
Panoramio